# قطعنامه ۱۰۳۹ شورای امنیت
قطعنامه ۱۰۳۹ شورای امنیت سازمان ملل متحد که در تاریخ ۲۹ ژانویه ۱۹۹۶ تصویب شد، سندی بین‌المللی دربارهٔ اسرائیل-لبنان است. این قطعنامه طی نشست ۳۶۲۲ام با ۱۵ رای موافق، ۰ مخالف و ۰ ممتنع تصویب شد.